# Freaks of Nature
Freaks of Nature ist eine US-amerikanische Horror-Filmkomödie von Robbie Pickering aus dem Jahr 2015 mit Nicholas Braun, Mackenzie Davis und Josh Fadem in den Hauptrollen.

## Handlung
In der amerikanischen Kleinstadt Dillford leben Menschen, Vampire und Zombies in mehr oder weniger friedlicher Koexistenz. Zu Beginn des Films sind die Teenager Dag, Petra und Ned noch Menschen. Dag hat sich in seine Nachbarin und Mitschülerin Lorelei verliebt und versucht, mit ihr seine Jungfräulichkeit zu verlieren. Ned, ein Freund aus Kindertagen von Dag, ist ein typischer Nerd, wird von seinen Mitschülern gemobbt und von seinem Vater nicht wertgeschätzt. Aufgrund der Außenseiterstellung Neds hatte Dag die Freundschaft mit ihm beendet. Nach einem abermaligen Streit mit seinem Vater lässt sich Ned von Jenna, einem Zombie, beißen und mutiert somit selbst zum Zombie, um seiner Sorgen ledig zu werden. Unterdessen hat sich Petra in jugendlichem Leichtsinn vom Vampir Milan beißen lassen, der ihr zuvor seine ewige Liebe vorgespielt hatte, sie nach dem Biss aber völlig ignoriert.
Während die drei Teenager versuchen, mit ihren Problemen fertig zu werden, erscheint ein Ufo über der Stadt und scheinbar übermächtige Aliens beschießen sämtliche Bewohner egal welcher Rasse mit Strahlen, die diese zu töten scheinen. Die Rassen verdächtigen sich gegenseitig, mit den Aliens zu paktieren und fallen übereinander her. Neds Vater und Bruder werden von Zombies gebissen; Lorelei wird von Petra, die mittlerweile zum Vampir geworden ist, aus Eifersucht getötet. Ned, Dag und Petra gelingt es, sich in einen Keller zu retten. Um der gemeinsamen Gefahr durch die Aliens begegnen zu können, raufen sie sich trotz ihrer Differenzen zusammen. Sie fassen den Plan, den als Zombie verblödeten Ned auf Gehirnentzug zu setzen, wodurch dieser seine Geisteskräfte zurückerlangen und eine Strategie gegen die Aliens finden soll. Auf der Suche nach Dags Eltern wird Ned von einem Alien scheinbar getötet. Als Ned jedoch in der Highschool wieder auf Dag und Petra trifft, stellt sich heraus, dass die Strahlen der Aliens die Getroffenen nur teleportieren und die meisten Bewohner noch am Leben sind. Während Dag und Petra sich näher kommen, konnte sich Neds Intellekt ausreichend erholen, damit er erkennen konnte, dass die Aliens nur eine bestimmte Chemikalie wollen, die in den in der Stadt produzierten Rippchen vorhanden ist. Gemeinsam befreien die drei Teenager die Bewohner der Stadt, die notgedrungen trotz der Ressentiments zusammenarbeiten, um die Aliens loszuwerden. Unter ihnen ist die zum Vampir verwandelte Lorelei.
In der Rippchenfabrik angekommen geben die Bewohner den Aliens die Chemikalie. Es stellt sich heraus, dass diese nur harmlose Motive hatten, sich aber aufgrund des gegenseitigen Abschlachtens der Erdlinge gezwungen sahen, diese vorläufig einzusperren. Unterdessen greift Milan Petra an, dieser gelingt es jedoch mit Hilfe von Dag, der mittlerweile wegen des Vollmondes unerwartet zum Werwolf mutiert ist, Milan zu töten. Später greifen die Bewohner, die sich nicht von den Aliens belehren lassen wollen, diese an. Dag und Ned gelingt es, die Aliens mitsamt ihrem Schiff zu besiegen. Am Ende des Filmes hat sich das Leben in Dillford wieder weitestgehend normalisiert; Ned verträgt sich mit seinem Bruder und seinem Vater und Dag und Petra sind ein Paar.

## Produktion
Geplant wurde zunächst ein Film mit dem Titel The Kitchen Sink mit teilweise anderen Schauspielern. Nachdem der ursprüngliche Regisseur Jonah Hill durch Robbie Pickering ersetzt wurde, wurden die Pläne jedoch geändert und der Titel später angepasst. Die Dreharbeiten zum Film fanden hauptsächlich in Los Angeles und Vancouver statt, begannen am 15. August 2013 und dauerten 37 Tage. 
Der Film sollte ursprünglich am 9. Januar 2015 veröffentlicht werden, allerdings wurde der Erscheinungstermin von Sony immer wieder verschoben. Schließlich erschien der Film am 30. Oktober 2015, pünktlich zu Halloween.

## Rezeption
„The ideal way to watch the film would be with your hand on the fast forward button, stopping when Key, Leary, Odenkirk, and Oswalt are on screen and skipping through when they are not.“

„Die beste Art, den Film zu schauen, wäre mit der Hand auf dem "Vorspulen"-Knopf, anzuhalten, wenn Key, Leary, Odenkirk und Oswalt zu sehen sind und weiterzuspulen, wenn sie es nicht sind.“